# 杰罗姆·克拉普卡·杰罗姆
杰罗姆·克拉普卡·杰罗姆（Jerome K. Jerome，1859年5月2日—1927年6月14日）是英国幽默作家，他最著名的作品是幽默游记《三人同舟》。
杰罗姆出生在英国沃尔索尔的卡德摩尔村（Caldmore），在伦敦长大。他的生平在沃尔索尔博物馆展出。
他的其他知名作品包括文集《懒人懒办法》与《懒人又有懒办法了》；以及《三人出游记》（《三人同舟》的续集）。